# Camus Cross

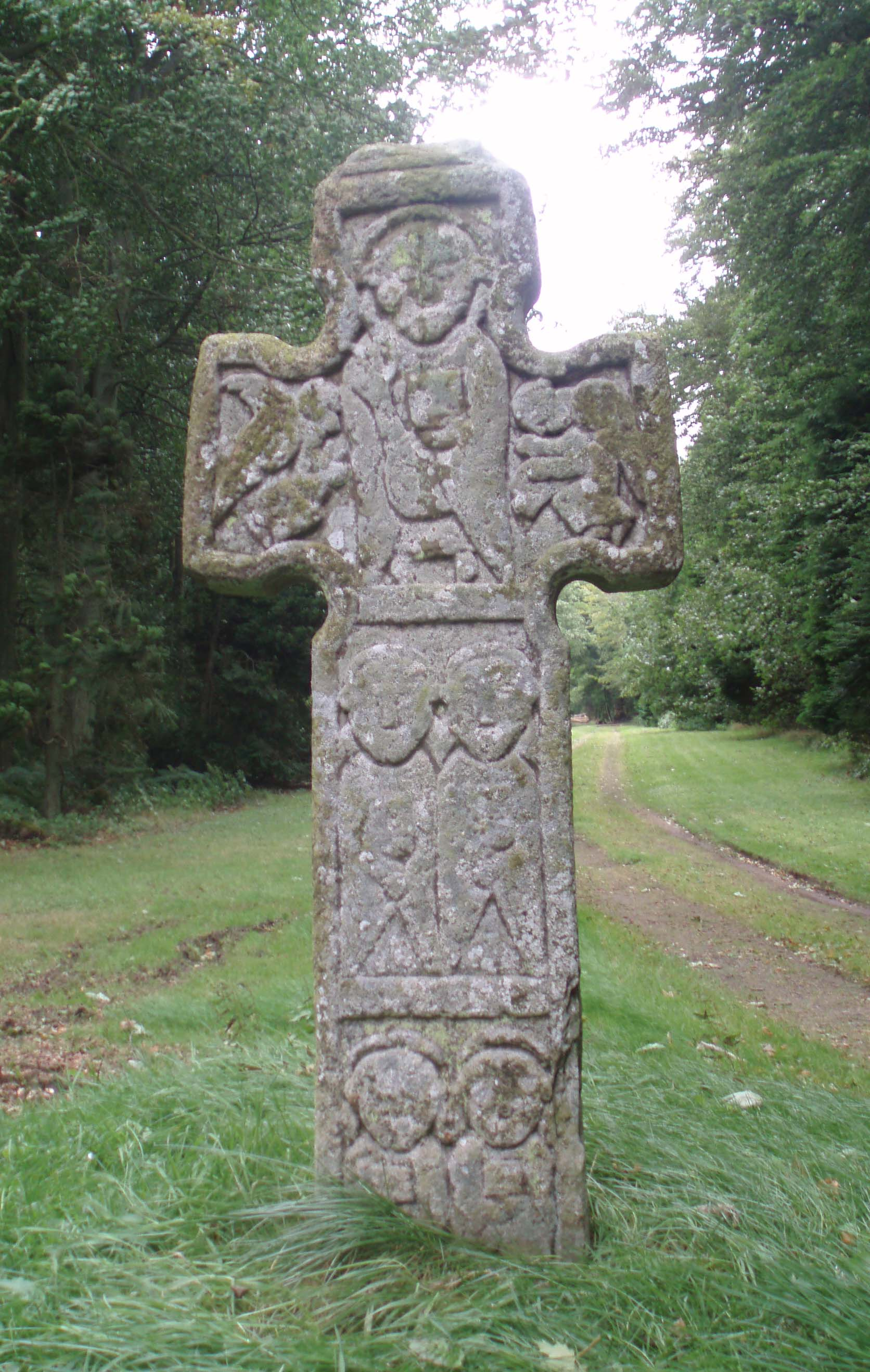
Westseite

Das Camus Cross (auch Camuston- oder Camustane-Cross genannt) ist ein vermutlich aus dem 10. Jahrhundert stammendes Steinkreuz, etwa 4,0 Kilometer nordwestlich von Carnoustie in Angus in Schottland. Das bereits im 15. Jahrhundert in einem juristischen Dokument erwähnte Kreuz, das die Grenzen zwischen Camuston und der Baronie Downie beschreibt, ist ein in Ostschottland seltenes freistehendes Kreuz, das im 17. Jahrhundert von Robert Maule zuerst beschrieben wurde. Es steht im Zentrum einer etwa einen Kilometer langen Allee, die durch den Camuston Wood in den Downie Hills führt.
Das etwa 2,0 Meter hohe Kreuz steht auf einem etwa einen Meter hohen Erdhügel von 7,5 × 4,5 Meter. Es ist 0,2 Meter dick, an der Basis 0,6 Meter und an den Armen 0,8 Meter breit. Es. Alle Seiten sind skulptiert. Das vor allem auf der Westseite stark abgewitterte Kreuz aus Old Red Sandstone (Sandstein) hat einige Ritzungen verloren. Der Stein trägt keine piktischen Symbole und ist nach dem Klassifizierungssystem von J. Romilly Allen (1847–1907) und Joseph Anderson (1832–1916) ein Stein der Klasse III. Intakte freistehende Kreuze dieses Alters sind vergleichsweise selten und in Ostschottland sind das Camus Cross und das Dupplin-Cross in Strathearn die einzigen.
Die Westseite ist dreifach unterteilt. Der oberste Bereich ist fast vollständig verwittert. Der Altertumsforscher Alexander Gordon, der den Stein 1726 in seinem Itinerarium Septentrionale beschrieb, verstand diese Tafel als eine Kreuzigungsszene. Darunter ist die Darstellung eines Zentauren, der einen Bogen hält. Die unterste Tafel zeigt ein symmetrisches Blumendesign.

Camus Cross
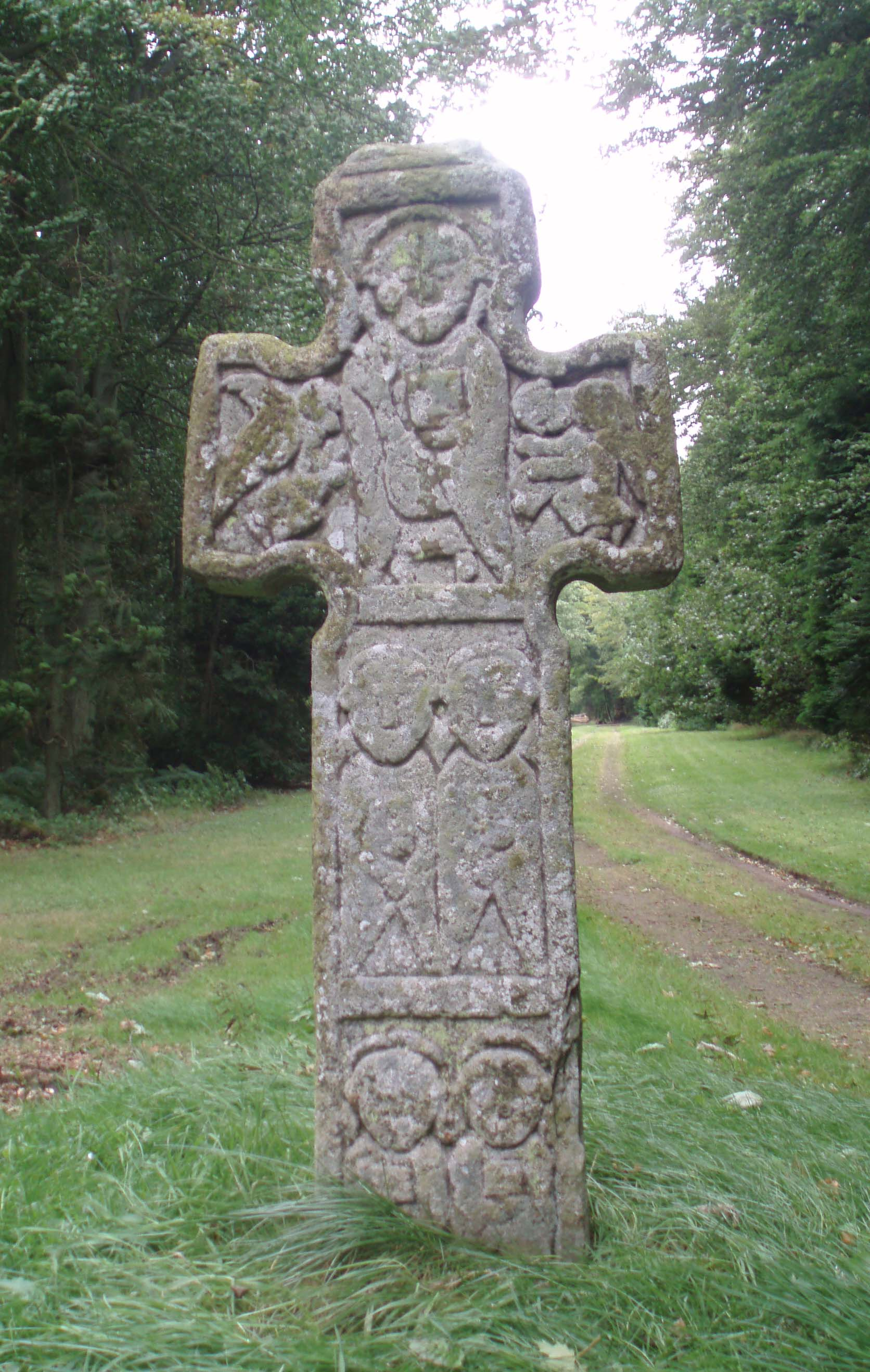
Ostseite
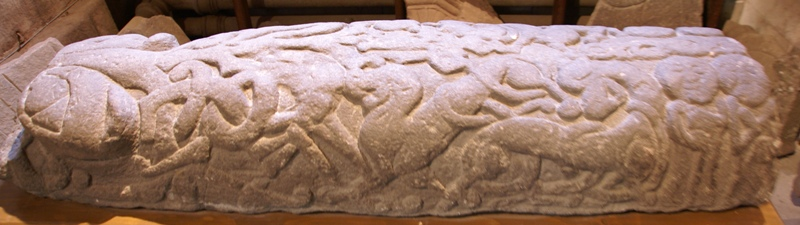
Hogback von Brechin
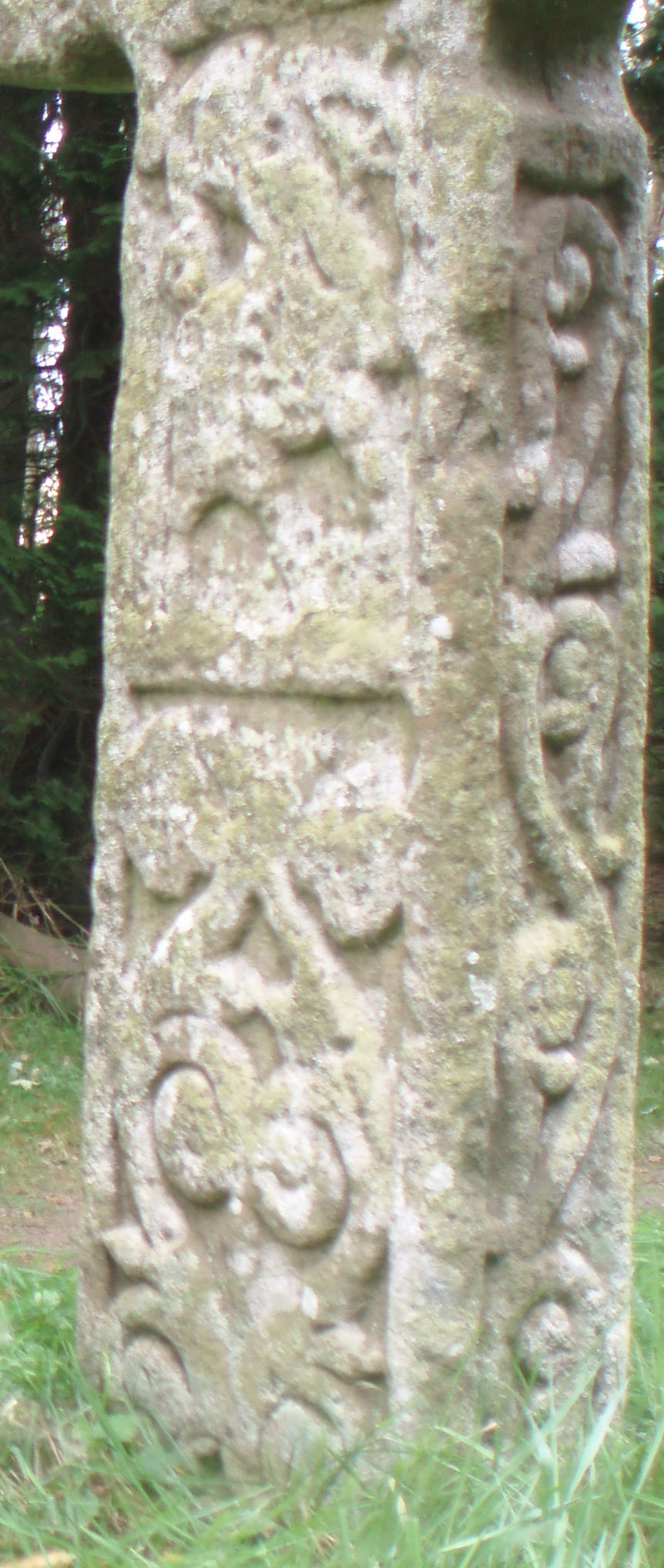
Detail

Das Ostseite wurde von Robert Maule in der frühesten Beschreibung des Steins als Szene beschrieben, in der Moses das Gesetz vorstellt. Heute wird es als Christusdarstellung interpretiert, der von Engeln über den vier Evangelisten flankiert wird.
Die Schnitzereien des Camuskreuzes zeigen Ähnlichkeiten mit denen auf dem Hogback von Brechin und deuten auf irischen Einfluss. Die Formen an den Nord- und Südrändern bestehen aus Ranken und Voluten mit einer „Wellenkamm“-Verdickung. Diese haben die größte Ähnlichkeit mit der irischen Kunst des späten 10. Jahrhunderts. Die Vollgesichtsfiguren auf der Ostseite sind identisch mit denen auf dem Brechin Hogback. Auf dem Hogback von Brechin tragen die Figuren Objekte, die für das frühmittelalterliche irische Mönchtum charakteristisch sind.
Die Überlieferung hält das Kreuz für die Begräbnisstätte von Camus, dem Führer einer nordischen Armee, die 1010 von König Malcolm II. in der Schlacht von Barry (siehe Battle Stone von Mortlach) besiegt wurde. Der Name des Steins stammt wahrscheinlich jedoch von dem aufgegebenen Dorf Camuston, dessen Name keltischer Herkunft ist.